# Le Mexique

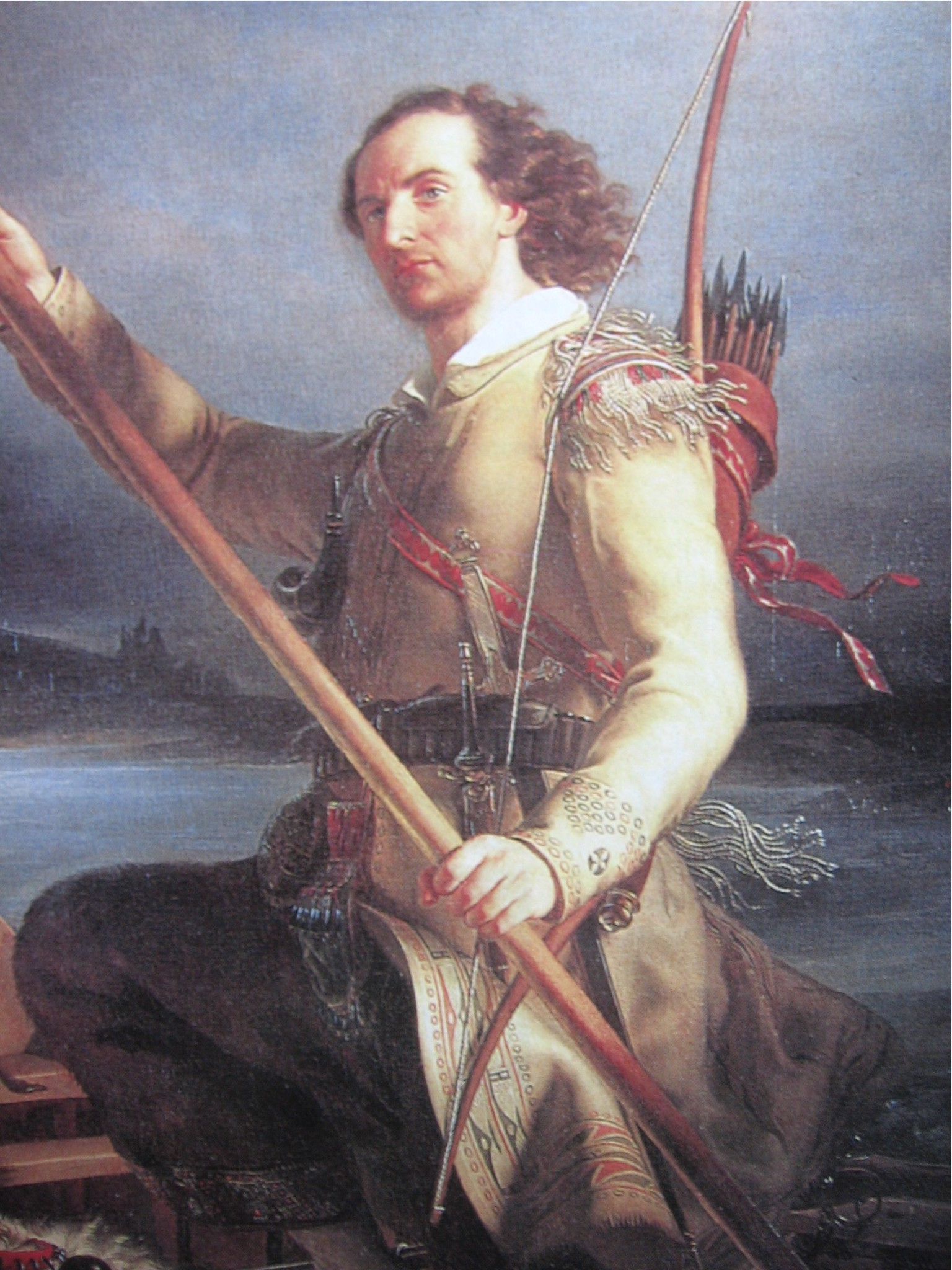
Giacomo Constantino Beltrami

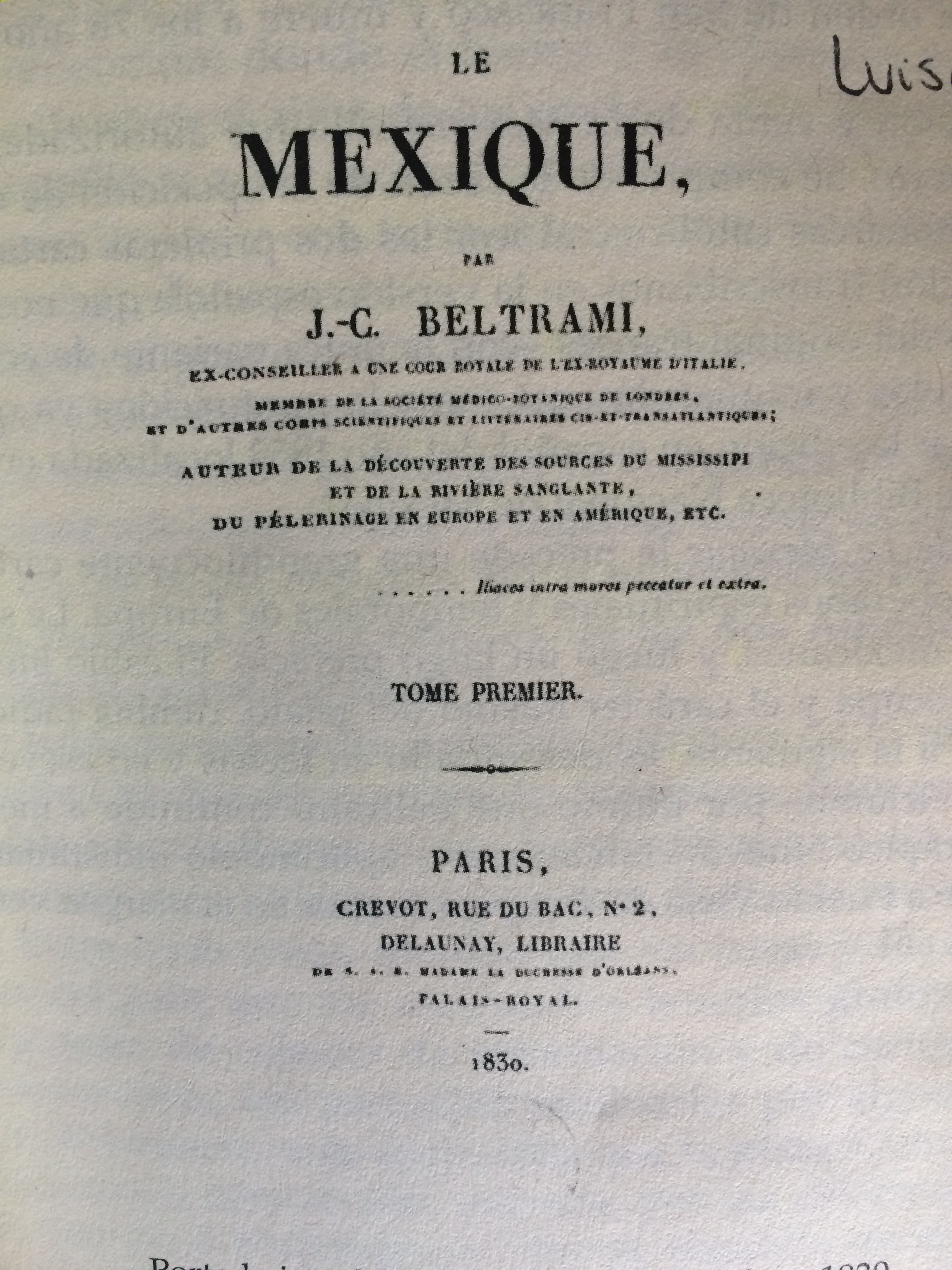
Portada del Tomo I de Le Mexique

Le Mexique es una obra epistolar escrita en dos tomos por el jurista y viajero italiano Giacomo Constantino Beltrami. Está escrito en forma de cartas, dirigidas a Luisa de Stolberg-Gedern, condesa de Albany. 
Beltrami nació en Bérgamo, Italia, en 1779. En el año 1824 zarpó de Nueva Orleáns al puerto de Tampico. A partir de ahí, dedicó un año a conocer distintas ciudades del México recién independizado. Desde Tampico se dirigió a San Luis Potosí, Guadalajara, León, Guanajuato, en donde se topó con los destrozos ocasionados en la lucha de independencia, Celaya, Querétaro, San Juan del Río, Ciudad de México, Puebla, Tlaxcala y finalmente Veracruz, en donde se embarcó para trasladarse a Europa.
Llegó a Londres, donde empezó a escribir Le Mexique y dos años después se trasladó a París, donde el libro fue editado. Le Mexique fue publicado en 1830.
La obra fue rápidamente prohibida por Roma y Viena, “posiblemente por sus mordaces críticas a la simonía del párroco de Tampico Alto". Beltrami solicita sin éxito a Pío IX quitar la prohibición a Le Mexique.

## México después de la Independencia
31 de enero de 1824: se aprobó el Acta Constitutiva de la Federación Mexicana. El país se formaba por estados libres y soberanos.
4 de octubre de 1824: La Constitución Federal de los Estados Unidos Mexicanos de 1824 entra en vigor, después de haber sido derrocado Agustín de Iturbide. El catolicismo era la única religión. 
10 de octubre de 1824: Guadalupe Victoria asumió el cargo como primer Presidente de los Estados Unidos Mexicanos (1825 -1829). 
A viajeros como Beltrami se les presenta un pueblo católico al que le gustan las fiestas, la música, el juego y el libertinaje que se daban en algunas fiestas.
El país contaba con el Ejército Mexicano, cuyos soldados se encontraban por todas partes en luchas y conflictos políticos. Se formaba por oficiales superiores, bien pagados y vestidos con elegante uniforme. Y por simples soldados, casi todos indios descalzos que vivían en cuarteles arruinados o sin terminar. 
Había ricos campos cultivados gracias al clima y al suelo privilegiado del país más que a la actividad humana. 
En cuanto a importaciones, México exigía el pago de múltiples tasas y derechos que fueron aumentando de modo injusto y excesivo.
En el comercio, México tenía todavía una estructura colonial, era un país subdesarrollado. Contaba con riquezas naturales pero lo manufacturado los hacía depender cada vez más del extranjero.
El pueblo se presenta semicivilizado ante los viajeros, analfabeto en su mayoría. Sigue dependiendo de Europa.

## Obra
Se muestra en contra de los españoles y los curas. Presenta interés en la gente del pueblo y aprecia especialmente a los arrieros, a quienes no duda en calificar como la mejor gente de México. Refleja el pensamiento liberal del autor, amante de las democracias y condenador de la Iglesia católica. También su antipatía contra las leyes e instituciones del Estado español.

### Tomo I
Tiene énfasis excesivo a soberanos espirituales y temporales de Europa. Le sigue otra dedicada a los mexicanos. El estilo literario cambia radicalmente de una página a la otra. Se descuidan fechas y aseveraciones históricas.
- CARTA PRIMERA

Beltrami en su recorrido por Nueva Orleans, conoció al padre católico Antonio, quién le advirtió sobre las diferentes clases de pueblos que iba a encontrar en México. Después de Nueva Orleáns embarcó y zarpó a Tampico el 28 de abril de 1824. Un mes después le escribe a la condesa de Albany sobre las condiciones humanas que se encuentran en un puerto del México recién independizado.
Describe un “cuadro tan lamentable que ofrecen en lo que respecta a la naturaleza física y a la vida humana”. Le describe un entorno salvaje con meditaciones sombrías. “Es allí donde el Creador ha puesto una de las mayores distancias entre Él y su obra”. En esa época la fiebre amarilla comenzaba a propagarse gracias a que ahí existían toda clase de moscas.
Había tres Tampicos: Tampico de Santa Anna, Tampico Pueblo Viejo y Tampico Pueblo Nuevo. Al momento de escribir la carta Beltrami se ubicaba en el último de ellos. Describe las casas, chozas techadas con paja, con paredes de bambúes rellenados con arcilla o lodo.
El comercio se basaba en dos puertos: Papaloapan (Alvarado) y Pánuco (Tampico).
“No esperaba, condesa, encontrar una compañía de compatriotas más. […] Se trata de infortunados refugiados, cuyos servicios el gobierno mexicano liberal ha rechazado. ¿Sería posible que un gobierno, que en más de la mitad sigue siendo español, actuara de otro modo con los valientes que se han batido en España y en su patria por la causa de la libertad?”
Por último, se despide de la condesa diciéndole que fue colmado de cortesías de parte de criollos y extranjeros, con buena salud en medio de muertos y moribundos.

## Publicación
Su distribución y venta fue autorizada cuando el autor había muerto.
Se hizo una edición y traducción al español en el año 1853. Se encuentra guardada en el Fondo Reservado de la Biblioteca Nacional de México.